# Deutsche Rock- und Metalcharts
Die Deutschen Rock- und Metalcharts (zurzeit Rock/Metal Top 20) sind eine Chartauswertung des Marktforschungsunternehmens GfK Entertainment, die wöchentlich veröffentlicht werden. Sie beinhalten die erfolgreichsten Rock- und Metalalben auf dem Musikmarkt und gelten als offizielle Rock- und Metalcharts in Deutschland.

## Allgemeine Informationen und Qualifikationskriterien
Die Deutschen Rock- und Metalcharts werden im Auftrag des Bundesverband Musikindustrie vom deutschen Marktforschungsunternehmen GfK Entertainment ermittelt. Sie erfassen Verkäufe von Bild- beziehungsweise Tonträgern, Downloads und Musikstreamings mit Rockmusik als Endverbraucher. Die Zuteilung zu den Genres Rock und Metal wird durch die Anmeldung im Phononet-Artikelstamm (u. a. Programmarten 101, 105, 106, 128, 181 oder 188) festgelegt. Es handelt sich hierbei um „Repertoire-Charts“, die das Marktsegment „Rock“ und „Metal“ abbilden. Sollten Bild- oder Tonträger im Phononet-Artikelstamm als Rock-Produkte gekennzeichnet sein, jedoch offensichtlich nicht in dieses Repertoire-Segment gehören (Falschkennzeichnungen), soll GfK Entertainment Meldungen unberücksichtigt lassen, sofern der zuständige Vertreiber dem zustimmt. In Zweifelsfällen entscheiden Prüfungsbeauftragte darüber. Die Deutschen Rock- und Metalcharts bilden einen Auszug aus den regulären Album Top 100 ab, in denen Verkäufe unabhängig von jeglichen Repertoire-Segmenten erfasst werden. Eine parallele Platzierung eines Produktes sowohl in den Album Top 100 als auch in den Rock/Metal Top 20 ist daher nicht nur grundsätzlich möglich, sondern wird bei stark verkaufenden Produkten die Regel sein. Für die Rock/Metal Top 20 sind nur solche Produkte qualifiziert, die über eine Händlerbreite von mindestens zwei Händlergruppierungen verfügen, was bedeutet das wöchentlich mindestens zwei der in der Stichprobe erfassten Händlergruppierungen mindestens ein Produkt des relevanten Titels verkauft haben müssen, damit es sich für die Rock- und Metalcharts qualifizieren kann. Bei den Deutschen Rock- und Metalcharts handelt sich nicht nur um Repertoire-Charts, sondern auch um „Artist-Charts“, das heißt Sampler werden nicht berücksichtigt.

## Meilensteine
Die Einführung der Rock- und Metalcharts erfolgte am 13. Dezember 2024 als wöchentliche Top-20-Hitparade für Musikalben. Als erstes Werk konnte sich dabei die 25-Jahre-Jubiläumsediton des Albums Unsterblich der deutschen Band Die Toten Hosen an der Chartspitze platzieren. Das erste Album, das seine Spitzenplatzierung verteidigen konnte, war From Zero von der US-amerikanischen Band Linkin Park zwischen dem 20. und 27. Dezember 2024. From Zero war am 7. Februar 2025 auch das erste Album, welches sich zum zweiten Mal an der Chartspitze platzieren konnte. Darüber hinaus ist From Zero das einzige Album, welches sich mehrere Wochen am Stück an der Chartspitze platzieren konnte; mit Unterbrechungen platzierte es sich neun Wochen an der Chartspitze.

## Liste der Nummer-eins-Alben in den Rock- und Metalcharts
| 2024 | 2025 |
| --- | --- |
| - Die Toten Hosen – Unsterblich - 1 Woche (13. Dezember – 19. Dezember) - Linkin Park – From Zero - 5 Wochen (20. Dezember – 23. Januar 2025, insgesamt 9 Wochen) | - Linkin Park – From Zero - 5 Wochen (20. Dezember – 23. Januar 2025, insgesamt 9 Wochen) - Turbostaat – Alter Zorn - 1 Woche (24. Januar – 30. Januar) - Hämatom – Für dich - 1 Woche (31. Januar – 6. Februar) - Linkin Park – From Zero - 1 Woche (7. Februar – 13. Februar, insgesamt 8 Wochen) - Dream Theater – Parasomnia - 1 Woche (14. Februar – 20. Februar) - Tocotronic – Golden Years - 1 Woche (21. Februar – 27. Februar) - Linkin Park – From Zero - 1 Woche (28. Februar – 6. März, insgesamt 9 Wochen) - Avantasia – Here Be Dragons - 1 Woche (7. März – 13. März) - Jethro Tull – Curious Ruminant - 1 Woche (14. März – 20. März) - Steven Wilson – The Overview - 1 Woche (21. März – 27. März) - Cradle of Filth – The Screaming of the Valkyries - 1 Woche (28. März – 3. April) - Arch Enemy – Blood Dynasty - 1 Woche (4. April – 10. April) - Linkin Park – From Zero - 1 Wochen (11. April – 17. April, insgesamt 9 Wochen) - In Extremo – Wolkenschieber - 1 Woche (18. April – 24. April) - Linkin Park – From Zero - 1 Woche (25. April – 1. Mai, insgesamt 9 Wochen) - Ghost – Skeletá - 1 Wochen (2. Mai – 8. Mai) - Pink Floyd – Pink Floyd: Live at Pompeii – MCMLXXII - 1 Woche (9. Mai – 15. Mai) - Sleep Token – Even in Arcadia - 1 Woche (16. Mai – 22. Mai) - Linkin Park – From Zero - 1 Woche (23. Mai – 29. Mai, insgesamt 9 Wochen) - Unantastbar – Für immer wir - 1 Woche (30. Mai – 5. Juni) - Feine Sahne Fischfilet – Wir kommen in Frieden - 1 Woche (5. Juni – 12. Juni) - Volbeat – God of Angels Trust - 1 Woche (13. Juni – 19. Juni) - Metallica – Load - 1 Woche (20. Juni – 26. Juni) - Yungblud – Idols - 1 Woche (27. Juni – 3. Juli) - Bruce Springsteen – Tracks II: The Lost Albums - 2 Wochen (4. Juli – 17. Juli) - Ozzy Osbourne – See You on the Other Side - 1 Woche (18. Juli – 24. Juli) - Joe Bonamassa – Breakthrough - 1 Woche (25. Juli – 31. Juli) - Alice Cooper – The Revenge of Alice Cooper - 1 Woche (1. August – 7. August) - Roger Waters – This Not a Drill: Live from Prague - 1 Woche (8. August – 14. August) - Machine Gun Kelly – Lost Americana - … Woche (seit dem 15. August) |